# Província de Larraix
La província de Larraix (àrab: إقليم العرائش, iqlīm al-ʿArāʾix; amazic estàndard marroquí: ⵜⴰⵎⵏⴱⴰⴹⵜ ⵏ ⵍⵄⵔⴰⵢⵛ, tamnbaḍt n Lℇrayc) és una de les províncies del Marroc, fins 2015 part de la regió de Tànger-Tetuan i actualment de la nova regió de Tànger-Tetuan-Al Hoceima. Té una superfície de 2.783 km² i 472.786 habitants censats en 2004. La capital és Larraix.
Es va crear el 14 d'octubre de 1985 dins la wilaya de Tetuan a la regió Tànger-Tetuan; la província limita amb les de Tetuan (nord), Tànger-Asila (nord); Kenitra (sud), Xauen (est) i l'oceà Atlàntic (oest).

## Divisió administrativa
La província de Larraix consta de 2 municipis i 17 comunes:
| Nom              | Codi geogràfic | Tipus        | Habitatges | Població | Estrangers | Locals | Notes                                                                                         |
| ---------------- | -------------- | ------------ | ---------- | -------- | ---------- | ------ | --------------------------------------------------------------------------------------------- |
| Kasr al-Kabir    | 331.01.01.     | Municipi     | 22532      | 107380   | 34         | 107346 |                                                                                               |
| Larache          | 331.01.03.     | Municipi     | 23399      | 107371   | 131        | 107240 |                                                                                               |
| Bou Jedyane      | 331.03.01.     | Comuna rural | 2378       | 12161    | 0          | 12161  |                                                                                               |
| Ksar Bjir        | 331.03.03.     | Comuna rural | 2583       | 14876    | 0          | 14876  |                                                                                               |
| Laouamra         | 331.03.05.     | Comuna rural | 5205       | 35161    | 3          | 35158  |                                                                                               |
| Oulad Ouchih     | 331.03.07.     | Comuna rural | 3851       | 22426    | 1          | 22425  |                                                                                               |
| Souaken          | 331.03.09.     | Comuna rural | 1841       | 12362    | 0          | 12362  |                                                                                               |
| Souk L'Qolla     | 331.03.11.     | Comuna rural | 2933       | 16903    | 0          | 16903  |                                                                                               |
| Souk Tolba       | 331.03.13.     | Comuna rural | 2137       | 13142    | 0          | 13142  |                                                                                               |
| Tatoft           | 331.03.15.     | Comuna rural | 2229       | 11005    | 0          | 11005  |                                                                                               |
| Zouada           | 331.03.17.     | Comuna rural | 3100       | 20930    | 0          | 20930  |                                                                                               |
| Ayacha           | 331.05.01.     | Comuna rural | 1563       | 8678     | 0          | 8678   |                                                                                               |
| Bni Arouss       | 331.05.03.     | Comuna rural | 2019       | 10288    | 0          | 10288  |                                                                                               |
| Bni Garfett      | 331.05.05.     | Comuna rural | 2963       | 16393    | 0          | 16393  |                                                                                               |
| Rissana Chamalia | 331.05.07.     | Comuna rural | 2045       | 12266    | 0          | 12266  |                                                                                               |
| Rissana Janoubia | 331.05.09.     | Comuna rural | 2592       | 15890    | 0          | 15890  |                                                                                               |
| Sahel            | 331.05.11.     | Comuna rural | 2949       | 15785    | 0          | 15785  | 4826 residents viuen al centre, anomenat Khemis Sahel; 10959 residents viuen en zones rurals. |
| Tazroute         | 331.05.13.     | Comuna rural | 1166       | 6438     | 0          | 6438   |                                                                                               |
| Zaaroura         | 331.05.15.     | Comuna rural | 2459       | 12931    | 0          | 12931  |                                                                                               |